# Afganisztán címere
Afganisztán címerének fő eleme egy mecset és egy benne álló pulpitus. A mecset két oldalán a nemzeti zászló lóg alá, az emblémát búzakoszorú veszi körül. Felül az iszlám hitvallása, a saháda olvasható, alatta az Allah akbar (Allah hatalmas) felirat olvasható, mindkettő arabul. A mecset alatt az 1298-as évszám olvasható, mely keresztény időszámításban 1919-nek felel meg: ekkor kiáltotta ki Afganisztán függetlenségét a britektől. (Korábban Mohammed Nadír Sah trónra lépésének éve, 1928/1929 volt látható itt.) Az alsó szalagon az ország neve olvasható. A címer megtalálható az ország zászlaján is.